# Frederikshavn Kommune (1970-2006)
Frederikshavn Kommune i Nordjyllands Amt blev dannet ved kommunalreformen i 1970. Ved strukturreformen i 2007 blev den nuværende Frederikshavn Kommune dannet ved at Skagen Kommune og Sæby Kommune blev indlemmet i den.

## Tidligere kommuner
Frederikshavn havde været købstad, men det begreb mistede sin betydning ved kommunalreformen. 3 sognekommuner og øgruppen Hirsholmene blev lagt sammen med Frederikshavn købstad til Frederikshavn Kommune:
| Kommune       | Folketal 1. januar 1970 | Byer                      |
| ------------- | ----------------------- | ------------------------- |
| Frederikshavn | 24.705                  | Frederikshavn             |
| Elling        | 4.665                   | Elling, Jerup og Strandby |
| Flade-Gærum   | 1.128                   | Kilden og Gærum           |
| Åsted-Skærum  | 1.896                   | Kvissel og Ravnshøj       |
| Hirsholmene   | 19                      |                           |
| I alt         | 32.413                  |                           |

Hertil kom en del af Understed Sogn i Sæby Kommune. Understed-Karup sognekommune havde i alt 1.089 indbyggere.

## Sogne
Frederikshavn Kommune bestod af følgende sogne, alle fra Horns Herred (undtagen Understed, der hørte til Dronninglund Herred):
- Abildgård Sogn
- Bangsbostrand Sogn
- Elling Sogn med Jerup Kirkedistrikt
- Flade Sogn
- Frederikshavn Sogn med Hirsholmene
- Gærum Sogn
- Skærum Sogn
- Åsted Sogn med Kvissel Kirkedistrikt

## Borgmestre[3]
| Navn                  | Parti             | Periode   |
| --------------------- | ----------------- | --------- |
| Villy Christensen     | Socialdemokratiet | 1970-1986 |
| Ove Christensen       | Socialdemokratiet | 1986-1994 |
| Jens Christian Larsen | Venstre           | 1994-1998 |
| Erik Sørensen         | Socialdemokratiet | 1998-2006 |

## Rådhus
Frederikshavn Kommunes nye rådhus på Rådhus Alle 100 blev opført i 1975-78 og er renoveret i 2009-2010.

## Byråd
Byrådet, der blev valgt for perioden 1. januar 2002 til 31. december 2005, fik på grund af strukturreformen perioden forlænget til 31. december 2006. Kommunevalget i 2001 gav følgende stemmefordeling i Frederikshavn Kommune:
- Socialdemokratiet (A) – 37,66%
- Det Konservative Folkeparti (C) – 4,71%
- Centrum-Demokraterne (D) – 4,48%
- Socialistisk Folkeparti (F) – 8,44%
- Strandby Listen (L) – 3,19%
- Det Liberale Højre (M) – 0,08%
- Dansk Folkeparti (O) – 6,34%
- Aktive Pensionister (P) – 0,96%
- Kristeligt Folkeparti (Q) – 2,75%
- Venstre (V) – 30,53%
- Enhedslisten - De Rød-Grønne (Ø) – 0,80%

## Kirker
- Abildgård Sogn: Abildgård Kirke og Fladstrand Kirke
- Bangsbostrand Sogn: Bangsbostrand Kirke
- Elling Sogn: Elling Kirke, Jerup Kirke og Strandby Kirke
- Flade Sogn: Flade Kirke
- Frederikshavn Sogn: Hirsholmene Kirke og Frederikshavn Kirke
- Gærum Sogn: Gærum Kirke
- Jerup Kirkedistrikt: Jerup Kirke
- Kvissel Kirkedistrikt: Kvissel Kirke
- Skærum Sogn: Skærum Kirke
- Åsted Sogn: Åsted Kirke

Sognene indgår i Frederikshavn Provsti, der også dækker sogne fra nabokommunerne.
Uden for folkekirken:
- Baptistkirken Frederikshavn – Baptistkirken i Frederikshavn
- Frederikshavn Kirkecenter – Pinsekirken i Frederikshavn
- Helligåndskirken – Den romersk-katolske kirke i Frederikshavn
- Jesu Kristi Kirke af Sidste Dages Hellige – Mormonkirken i Frederikshavn
- Frederikshavn Metodistkirke – Metodistkirken i Frederikshavn

## Havne
Kommunens 8 havne, ordnet fra nord til syd:
- Strandby Havn – Fiskeri- og lystbådehavn
- Hirsholmene - Lystbådehavn og anløbshavn for postbåden til Hirsholmene
- Rønnerhavn – Lystbåde-, jolle- og fritidsfiskerihavn
- Nordre Skanse Havn – Jollehavn
- Frederikshavn Havn – Erhvervshavn
- Flådestation Frederikshavn – bl.a. inspektionsskibe, minerydningsfartøjer, isbrydere, kongeskibet og skoleskibe
- Søsportshavn – Lystbåde-, jolle- og husbådehavn
- Neppens Havn – Jollehavn

## Naturområder
- Bangsbo Dyrepark – Indhegnet skov og eng med naturlegeplads og fritgående dådyr, krondyr og sikahjorte.
- Cloostårnet - 60 meter højt udsigtstårn i Flade Bakker vest for Frederikshavn.
- Hirsholmene – Danmarks nordligste øgruppe kan nås med postbåden.
- Katsig Bakker – Kuperet lyng- og skovområde ca. 15 km vest for Frederikshavn.
- Kigud – 121 m høj bakke ved Gærum med en kæmpehøj på toppen
- Pikkerbakken – En 3 km lang og 71 meter høj kystskrænt syd for byen
- Rønnerne – Strand nord for byen der hver sommer omdannes til palmestrand efter italiensk forbillede
- Vandværksskoven – Skovområde med bl.a. omkring 100 forskellige træsorter, der normalt ikke er tilpasset det nordiske klima.
- Øksnebjerg – 95 m højt punkt i et kuperet tærren
- Åsted Ådal – Fredet område på 136 ha med et rigt dyre- og fugleliv